# Rubus nepalensis
Rubus nepalensis — вид квіткових рослин із родини трояндових (Rosaceae).

## Біоморфологічна характеристика

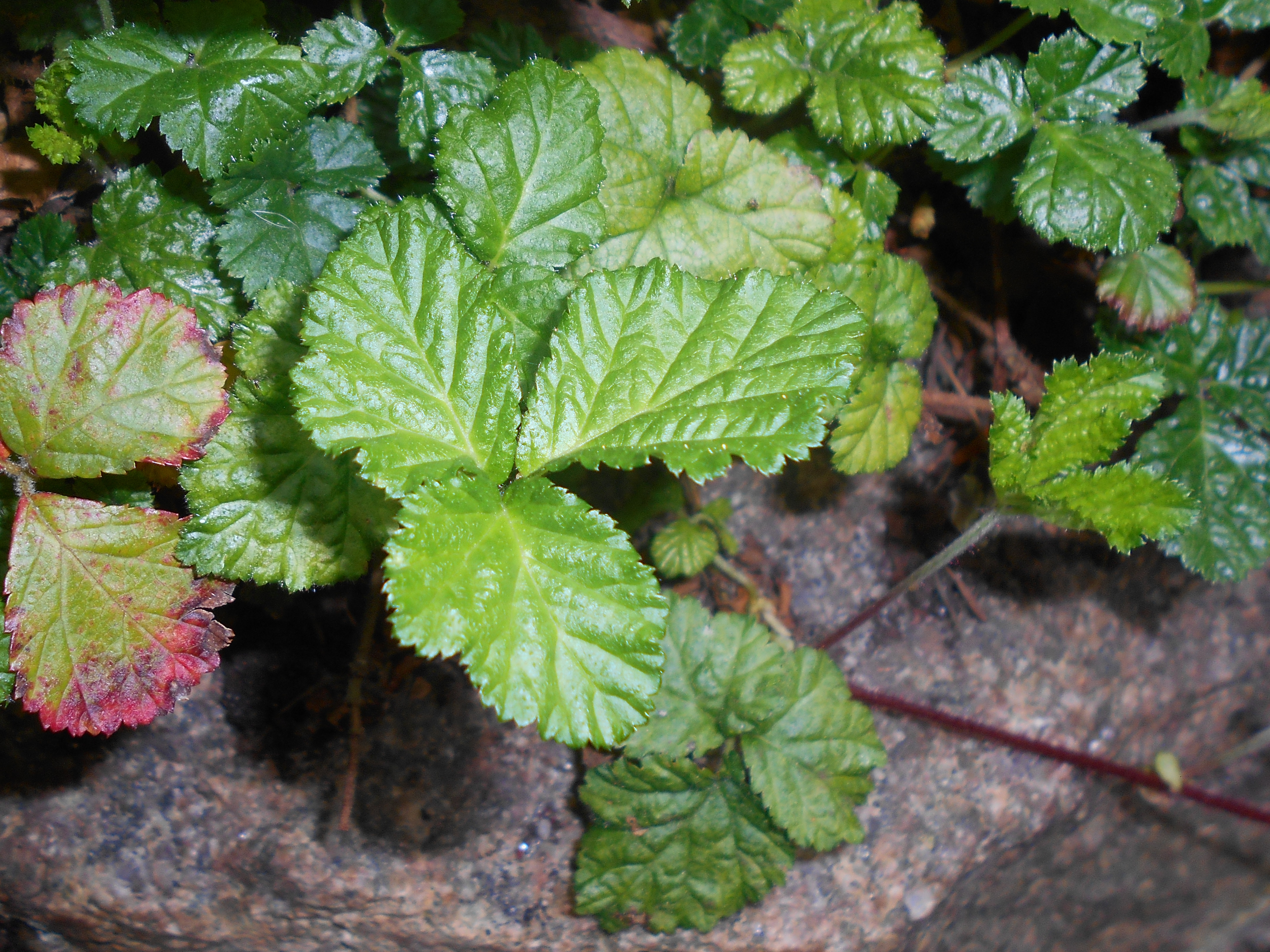
листя

Це розпростертий кущ або напівкущ, колючий, із рожевими квітками та їстівними плодами. Вічнозелена рослина, що росте до розмірів 0.2 × 1 метр; плоди невеликі.

## Ареал
Зростає у Гімалаях Непалу й Індії.

## Використання
В Індії використовують R. nepalensis щоб лікувати гарячку.